# Lars-Börje Eriksson
Lars-Börje Eriksson (ur. 21 października 1966 w Åre) – szwedzki narciarz alpejski, brązowy medalista olimpijski.

## Kariera
Największy sukces w karierze osiągnął w 1988 roku, kiedy podczas igrzysk olimpijskich w Calgary wywalczył brązowy medal w supergigancie. W zawodach tych wyprzedzili go jedynie Francuz Franck Piccard oraz Austriak Helmut Mayer. Do zwycięzcy Szwed stracił 1,42 sekundy, a do srebrnego medalu zabrakło mu 0,12 sekundy. Na tych samych igrzyskach zajął też 27. miejsce w zjeździe, a rywalizacji w kombinacji nie ukończył. Były to jego jedyne starty olimpijskie. Kilkakrotnie startował na mistrzostwach świata, najlepszy wynik osiągając podczas rozgrywanych w 1989 roku mistrzostw świata w Vail, gdzie był siódmy w supergigancie. Zajął także dziewiąte miejsce w kombinacji podczas rozgrywanych dwa wcześniej mistrzostw świata w Crans-Montana.
W zawodach Pucharu Świata zadebiutował w drugiej połowie lat 80'. Pierwsze pucharowe punkty wywalczył 10 stycznia 1988 roku w Val d’Isère, zajmując dziewiąte miejsce w supergigancie. Pierwszy raz na podium zawodów tego cyklu stanął 18 lutego 1989 roku w Aspen, gdzie w tej samej konkurencji okazał się najlepszy. Wyprzedził wtedy Markusa Wasmeiera z RFN i Helmuta Mayera. Drugie i ostatnie w karierze pucharowe zwycięstwo odniósł 11 sierpnia 1989 roku w Thredbo, gdzie wygrał giganta. Tym razem pokonał bezpośrednio Norwega Ole Kristiana Furusetha i Austriaka Günthera Madera. Ponadto jeszcze czterokrotnie plasował się na podium, po dwa razy w gigancie i supergigancie. Najlepsze wyniki osiągnął w sezonie 1989/1990, kiedy w klasyfikacji generalnej zajął ósme miejsce, w klasyfikacji giganta był piąty, a w supergigancie zajął trzecie miejsce. Wyprzedzili go tylko Szwajcar Pirmin Zurbriggen oraz Günther Mader. Szwed był ponadto drugi w klasyfikacji supergiganta w sezonie 1988/1989, ulegając tylko Zurbriggenowi. W 1991 roku zakończył karierę.

## Osiągnięcia

### Igrzyska olimpijskie
| Miejsce | Dzień     | Rok  | Miejscowość | Konkurencja | Czas biegu  | Strata  | Zwycięzca         |
| ------- | --------- | ---- | ----------- | ----------- | ----------- | ------- | ----------------- |
| 27.     | 15 lutego | 1988 | Calgary     | Zjazd       | 1:59,63 min | +5,39 s | Pirmin Zurbriggen |
| DNF     | 17 lutego | 1988 | Calgary     | Kombinacja  | 36,55 pkt   | -       | Hubert Strolz     |
| 3.      | 21 lutego | 1988 | Calgary     | Supergigant | 1:39,66 min | +1,42 s | Franck Piccard    |

### Mistrzostwa świata
| Miejsce | Dzień       | Rok  | Miejscowość   | Konkurencja | Czas biegu  | Strata  | Zwycięzca          |
| ------- | ----------- | ---- | ------------- | ----------- | ----------- | ------- | ------------------ |
| 9.      | 1 lutego    | 1987 | Crans-Montana | Kombinacja  | 28,27 pkt   | ?       | Marc Girardelli    |
| 12.     | 3 lutego    | 1989 | Vail          | Kombinacja  | 4,72 pkt    | ?       | Marc Girardelli    |
| 7.      | 8 lutego    | 1989 | Vail          | Supergigant | 1:38,81 min | +1,14 s | Martin Hangl       |
| 11.     | 9 lutego    | 1989 | Vail          | Gigant      | 2:37,66 min | +3,36 s | Rudolf Nierlich    |
| DNF     | 23 stycznia | 1991 | Saalbach      | Supergigant | 1:26,73 min | -       | Stephan Eberharter |
| DNF     | 3 lutego    | 1991 | Saalbach      | Gigant      | 2:29,94 min | -       | Rudolf Nierlich    |

### Puchar Świata

#### Miejsca w klasyfikacji generalnej
- sezon 1987/1988: 30.
- sezon 1988/1989: 11.
- sezon 1989/1990: 8.
- sezon 1990/1991: 55.

#### Zwycięstwa w zawodach
1. Aspen – 18 lutego 1989 (supergigant)
2. Thredbo – 11 sierpnia 1989 (gigant)

#### Pozostałe miejsca na podium
1. Aspen – 19 lutego 1989 (gigant) – 3. miejsce
2. Whistler – 26 lutego 1989 (supergigant) – 2. miejsce
3. Waterville Valley – 30 listopada 1989 (gigant) – 2. miejsce
4. Sestriere – 12 grudnia 1989 (supergigant) – 2. miejsce